# Марцано-Аппьо
Марцано-Аппьо (итал. Marzano Appio) — коммуна в Италии, располагается в регионе Кампания, в провинции Казерта.
Население составляет 3110 человек, плотность населения составляет 111 чел./км². Занимает площадь 28 км². Почтовый индекс — 81048. Телефонный код — 0823.
Покровителями коммуны почитается Пресвятая Богородица (Maria Santissima della Pietà), празднование в третье воскресение мая, и sant’ Antonio, последнее воскресение августа.